# Dener Assunção Braz
Dener Assunção Braz (28. června 1991 – 28. listopadu 2016), jednoduše známý jako Dener, byl brazilský fotbalista, který naposledy hrál za Chapecoense na pozici levého obránce.
Dener byl jednou z obětí, když 28. listopadu 2016 havaroval let LaMia Airlines 2933.

## Klubová kariéra
Dener se narodil v Bagé ve státě Rio Grande do Sul a svou mládežnickou kariéru strávil v Grêmiu. Svůj debut v prvním týmu absolvoval 20. ledna 2011, kdy nastoupil jako náhradník při remíze 1:1 v zápase proti Ypirangě v Campeonato Gaúcho.
Po půlročních hostováních ve Veranópoli, Vitórii a Caxias podepsal Dener 13. ledna 2014 trvalou roční smlouvu s Ituano. Jako pravidlený hráč základní sestavy vynechal pouze jeden zápas ve vítězném turnaji Campeonato Paulista.
Dne 17. dubna 2014 se Dener připojil ke Coritibě. Svůj debut v Sérii A si odbyl 11. května, kdy nahradil Carlinhose při domácí prohře 0:1 se Sport Club do Recife, a svůj první profesionální gól vstřelil na konci měsíce při domácí výhře 3:0 nad Goiás.
Dne 23. prosince 2014 byl Dener propůjčen dalšímu klubu z nejvyšší soutěže, Chapecoense. Během sezóny byl nezbytným hráčem a 13. ledna 2016 podepsal s klubem trvalý tříletý kontrakt.

## Smrt
Dne 28. listopadu 2016, během angažmá v Chapecoense, se Dener stal jednou z obětí nehody letu LaMia Airlines 2933 v kolumbijské vesnici Cerro Gordo u města La Unión v departmentu Antioquia.

## Statistiky

### Klubové
Platí k 27. listopadu 2016.
| Klub                    | Sezóna            | Liga              | Liga   | Liga | Státní liga | Státní liga | Národní pohár | Národní pohár | Kontinentální | Kontinentální | Ostatní | Ostatní | Celkově | Celkově |
| Klub                    | Sezóna            | Soutěž            | Zápasy | Góly | Zápasy      | Góly        | Zápasy        | Góly          | Zápasy        | Góly          | Zápasy  | Góly    | Zápasy  | Góly    |
| ----------------------- | ----------------- | ----------------- | ------ | ---- | ----------- | ----------- | ------------- | ------------- | ------------- | ------------- | ------- | ------- | ------- | ------- |
| Grêmio                  | 2010              | Série A           | 0      | 0    | 0           | 0           | 0             | 0             | —             | —             | —       | —       | 0       | 0       |
| Grêmio                  | 2011              | Série A           | 0      | 0    | 4           | 0           | 0             | 0             | —             | —             | —       | —       | 4       | 0       |
| Grêmio                  | 2012              | Série A           | 0      | 0    | 0           | 0           | 1             | 0             | —             | —             | —       | —       | 1       | 0       |
| Grêmio                  | Celkově           | Celkově           | 0      | 0    | 4           | 0           | 1             | 0             | —             | —             | —       | —       | 5       | 0       |
| Veranópolis (hostování) | 2012              | Campeonato Gaúcho | —      | —    | 16          | 0           | —             | —             | —             | —             | —       | —       | 16      | 0       |
| Vitória (hostování)     | 2012              | Série B           | 2      | 0    | —           | —           | —             | —             | —             | —             | —       | —       | 2       | 0       |
| Caxias (hostování)      | 2012              | Série C           | 3      | 0    | —           | —           | —             | —             | —             | —             | —       | —       | 3       | 0       |
| Caxias (hostování)      | 2013              | Série C           | 15     | 0    | 14          | 0           | 1             | 0             | —             | —             | —       | —       | 30      | 0       |
| Caxias (hostování)      | Celkově           | Celkově           | 18     | 0    | 14          | 0           | 1             | 0             | —             | —             | —       | —       | 33      | 0       |
| Ituano                  | 2014              | Série D           | 0      | 0    | 18          | 0           | —             | —             | —             | —             | —       | —       | 18      | 0       |
| Coritiba                | 2014              | Série A           | 12     | 1    | —           | —           | 2             | 0             | —             | —             | —       | —       | 14      | 1       |
| Chapecoense             | 2015              | Série A           | 35     | 0    | 19          | 1           | 2             | 0             | 5             | 0             | —       | —       | 61      | 1       |
| Chapecoense             | 2016              | Série A           | 29     | 3    | 19          | 0           | 3             | 0             | 7             | 0             | —       | —       | 58      | 3       |
| Chapecoense             | Celkově           | Celkově           | 64     | 3    | 38          | 1           | 5             | 0             | 12            | 0             | —       | —       | 119     | 4       |
| Celkově v kariéře       | Celkově v kariéře | Celkově v kariéře | 96     | 4    | 90          | 1           | 9             | 0             | 12            | 0             | 0       | 0       | 207     | 5       |

## Úspěchy

#### Ituano
- Campeonato Paulista: 2014

#### Chapecoense
- Campeonato Catarinense: 2016
- Copa Sudamericana: 2016 (posmrtně)